# Mika Salminen
Mika Salminen, född 1965, är hälsosäkerhetschef och professor vid Institutet för hälsa och välfärd i Finland. I den egenskapen var Salminen en av de ledande aktörerna i samband med coronavirusutbrottet 2020–2021 i Finland.

## Biografi
Salminen tog en filosofie masterexamen vid Helsingfors universitet 1990, och en filosofie doktorsgrad 1994. 1998 fick han en docentur i virologi. Hans avhandling från 1994 handlar om identifikation av genetiska subtyper av HIV-virus. Via fortbildning vid bland annat Haaga-Helia yrkeshögskola och andra forskarprogram har han blivit en framstående expert inom epidemiologi och folkhälsa. Han sitter även i det vetenskapliga rådet för Europeiska smittskyddsmyndigheten (ECDC).

## Utmärkelser
- Riddartecknet av I klass av Finlands Lejons orden,  6 december 2016[5]
- Riddartecknet av I klass av Finlands Vita Ros’ orden,  6 december 2021[5]
- Militärens förtjänstmedalj[6]

[Redigera Wikidata]